# Branko Stinčić
Branko Stinčić (Zagreb, 17. prosinca 1922. – Zagreb, 12. listopada 2001.), Hajdukov vratar s ukupno 74 nastupa za Bile. Na vratnice je stao prvi puta u zagrebačkom klubu Pekarski, što je bio klub pekarskih zanatlija. Od 1942. do 1945. brani za zagrebačku Trešnjevku, a zatim za novoformirani klub Dinamo. 
Do Hajduka će doći zahvaljujući tome što će biti pozvan na služenje vojnog roka u Splitu, gdje isprva brani za Mornara gdje su ga uočili Hajdukovi stručnjaci s Lukom Kaliternom, te je od 1946. prvi vratar Splićana i osvaja te godine prvenstvo Narodne Republike Hrvatske.
U sezoni 1948./49. na golu ga smjenjuje perspektivni vratar Vladimir Beara koji će postati najveći golman Hajduka svih vremena, i za kojega je Lav Jašin kad je primao nagradu za najboljeg vratara na svijetu izjavio za mene je najbolji vratar na svijetu Vladimir Beara.
Za Hajduk nastupa od 1946. do 1949. godine, nakon čega se vraća u Zagreb i pristupa Dinamu. Njegov sin Želimir branio je za Dinamo i reprezentaciju Jugoslavije. Branko Stinčić sahranjen je na zagrebačkom groblju Mirogoj.